# Riserva naturale di Gamla

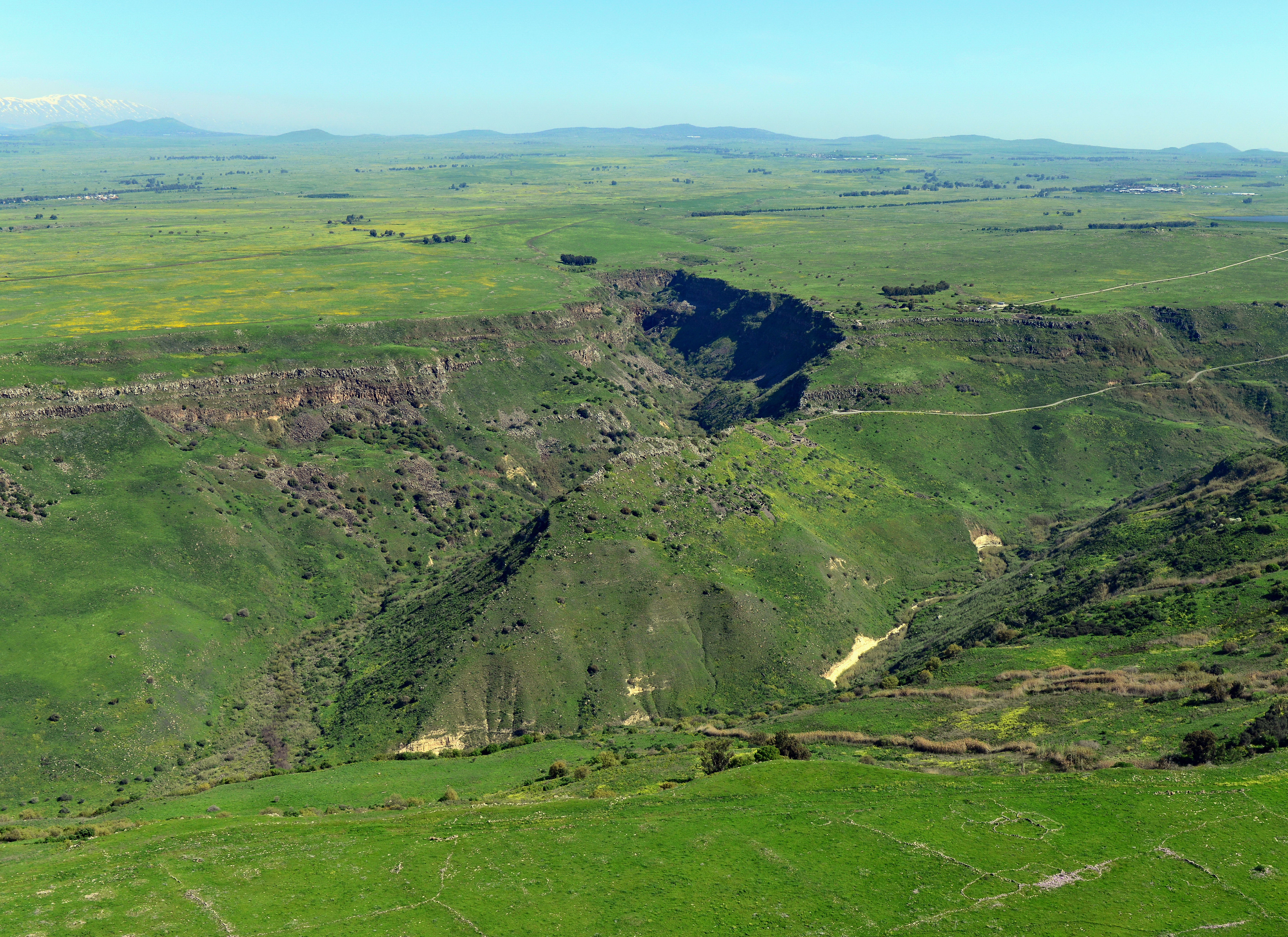
Visuale aerea

La riserva naturale di Gamla è una riserva naturale e un sito archeologico situato al centro delle alture del Golan, circa 20 km a sud dell'insediamento israeliano di Katzrin.
La riserva naturale si estende lungo due corsi d'acqua, il Gamla e il Daliot, ed ospita attrazioni naturali e archeologiche.
Tra quelle naturali si possono trovare la più grande colonia nidificante di grifoni di Israele, vari altri rapaci e una varietà di fauna e piante selvatiche.
Tra le attrazioni archeologiche ci sono l'antica città di Gamla e un campo di dolmen dell'età del bronzo comprendente 716 dolmen. A monte del torrente Gamla è situata una cascata alta 51 metri, la più alta in Israele e nei territori occupati da Israele, che durante l'estate e l'autunno si prosciuga.
La riserva contiene anche molti altri punti d'interesse, come un monumento commemorativo e le rovine di un villaggio di epoca bizantina. Il memoriale è dedicato ai coloni ebrei delle alture del Golan che sono morti durante le guerre di Israele e in seguito ad attacchi terroristici; tra i resti del villaggio cristiano del IV-VII secolo d.C., noto con il nome arabo di Deir Qeruh, spicca un monastero ben conservato all'interno di una chiesa con un'abside quadrata – una caratteristica nota sin dall'antica Siria e Giordania, ma non presente nelle chiese a ovest del fiume Giordano.